# Evaristo Barrera
Evaristo Vicente Barrera (né le 30 décembre 1911 à Rosario en Argentine et mort le 7 juin 1982 à Novare en Italie) était un joueur de football argentin d'origine italienne, devenu entraîneur par la suite.

## Biographie
Barrera commence sa carrière professionnelle en 1932 avec le Racing Club, avec qui il est deux fois meilleur buteur de la Primera División argentina une première fois en 1934 avec 34 buts et une seconde fois en 1936 avec 32 buts. Il inscrit en tout durant sa période au Racing Club pas moins de 136 buts en 142 matchs, ce qui reste toujours un record, celui de meilleur buteur de l'histoire du club.
En 1938, Barrera part en Italie, d'abord à la Lazio puis au Napoli en Serie A avant d'évoluer dans les ligues inférieures à Ascoli.
Durant la Seconde Guerre mondiale, il joue pour Novara et Gozzano dans le championnat de guerre italien. Après la fin de la guerre, il joue à Cremonese et à Mortara. Il prend sa retraite en 1948.
Barrera est également l'entraîneur de Novara Calcio entre 1956 et 1958.